# Immunitätsbezirk

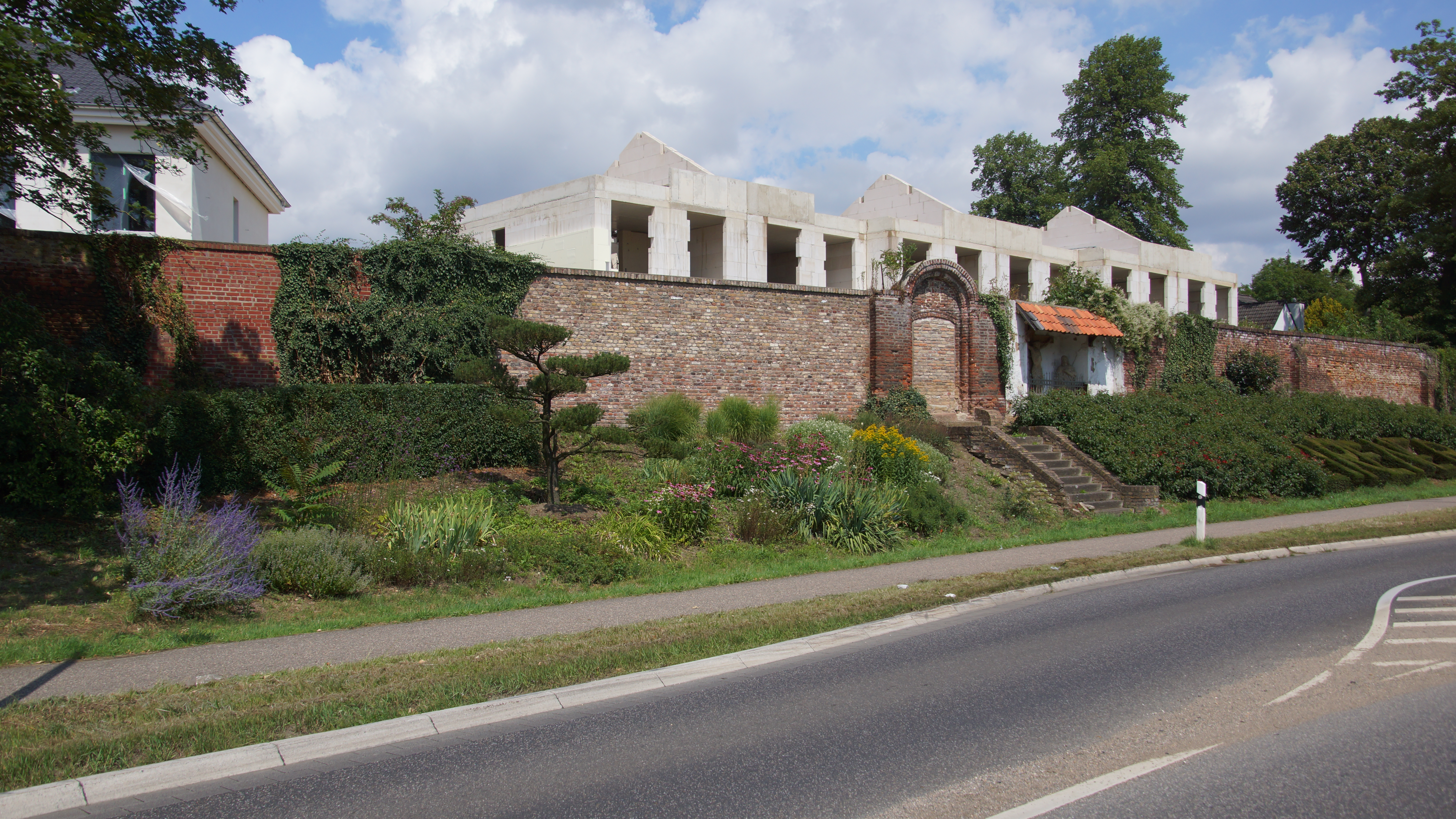
Immunitätsmauer des Klosters Königsdorf

Als Immunitätsbezirk (immunitas localis) wurde in mittelalterlichen Städten ein streng von der übrigen Stadt abgetrennter Rechtsbezirk rund um einen Dom, ein Kloster oder ein Stift bezeichnet. In diesem Bereich bestand kirchliche Immunität, auch als „muntat“  bezeichnet. 
Verlieh der Kaiser oder König einem Kloster die Immunität, so unterstanden die hier lebenden Menschen einer besonderen Gerichtsbarkeit: Das Kloster war autonom und damit in der Lage, selbst Gericht über die hier lebenden Menschen abzuhalten. Die städtischen Rechte und auch die Steuerhoheit endeten an den Grenzen des Immunitätsbezirks.
Im Gegensatz zur Antike, in der Tempelbezirke häufig außerhalb der Stadt lagen, hatte ein Wandel stattgefunden: im Mittelalter befand sich der Ort der Religionsausübung mitten in der Stadt.
Der engere Immunitätsbezirk bestand aus Dom und Bischofsburg bzw. Kloster- oder Stiftskirche; man bezeichnet ihn auch als „Domstadt“ oder „Friedensbezirk“. Er war dreigeteilt und bestand aus der Kirche, dem meist im Süden gelegenen Kreuzgang mit den Konventsgebäuden (hier lebten die Kleriker, Mönche oder Nonnen), aus den im Norden gelegenen Übergangsgebäuden zur Außenwelt (mit Vorhalle, Glockenturm und Paradies) und den Gebäuden für die Handwerker und Hintersassen im Westen.
Ab dem 10. Jahrhundert änderte sich das gemeinschaftliche Leben der Kleriker: die Kanoniker waren nun in eigenen Kurien untergebracht. Diese lagen meist grob kreisförmig um die Kirche, dem Verlauf der Immunitätsmauer oder -grenze folgend und grenzten den Immunitätsbezirk nach außen ab. Noch heute kann man diese Bauweise in vielen Städten erkennen, beispielsweise das „Dreikönigenpförtchen“ in Köln.
Mit der Aufhebung der Territorialhoheit der geistlichen Körperschaften im Reichsdeputationshauptschluss verloren diese Bezirke ihre Privilegien.